# Banjarsari Wetan (Sumbang)
Banjarsari Wetan is een bestuurslaag in het regentschap Banyumas van de provincie Midden-Java, Indonesië. Banjarsari Wetan telt 2543 inwoners (volkstelling 2010).